# Óttarr svarti
Œuvres principales
- Óláfsdrápa sœnska
- Höfuðlausn
- Knútsdrápa (en)

Óttarr svarti ou Ottar le Noir est un scalde islandais actif au début du XIe siècle. Il a composé des poèmes de louange pour les rois Olof Skötkonung de Suède, Olaf Haraldsson de Norvège et Knut le Grand de Danemark.

## Biographie
Originaire d'Islande, Óttarr est le neveu du scalde Sigvatr Þórðarson. Il s'illustre d'abord à la cour du roi suédois Olof Skötkonung, pour qui il compose un poème, l'Óláfsdrápa sœnska, dont ne sont connues que six demi-strophes préservées dans l'Edda de Snorri.
Après la mort d'Olof, en 1022, Óttarr serait passé dans l'entourage du roi norvégien Olaf Haraldsson. L'Ancienne saga de Saint Olaf rapporte qu'il aurait encouru la colère du roi pour avoir composé un poème trop enfiévré au sujet de sa femme Astrid, la fille d'Olof Skötkonung. Son oncle Sigvatr lui aurait recommandé de chanter les louanges d'Olaf pour apaiser sa colère, sur quoi Óttarr aurait composé le Höfuðlausn, littéralement « rançon de tête », ainsi qu'une nouvelle version, plus sobre, de son poème sur Astrid, dont il ne subsiste aucune trace.
Óttarr rejoint par la suite la cour de Knut le Grand, roi du Danemark et d'Angleterre. Il compose pour lui une Knútsdrápa (en) dont plusieurs strophes sont reprises dans la Knýtlinga saga. Ce poème aurait tellement plu au roi qu'il lui aurait offert un casque rempli de pennies d'argent en récompense. Sa mention de la bataille de l'Helgeå implique qu'il date au plus tôt de 1026-1027.